# Ех Нено, Нено
Ех Нено, Нено је други студијски албум фолк певача Недељка Бајића Баје, издат 1994. године за ПГП РТС уз оркестар Драгана Стојковића Босанца.

## Списак песама
| №   | Назив             | Текст                  | Музика                   | Трајање |  |
| 1.  | Пијан сам         | Миша Марковић          | Миша Марковић            | 2:44    |  |
| 2.  | Ех, Нено, Нено    | Миша Марковић          | Миша Марковић            | 2:55    |  |
| 3.  | Две руже          | Миша Лазар             | Миша Марковић            | 3:44    |  |
| 4.  | Идемо срце даље   | Миша Марковић          | Миша Марковић            | 3:33    |  |
| 5.  | Цвета два         | Божа Николић           | Божа Николић             | 3:24    |  |
| 6.  | Роб љубави        | Божа Николић           | Божа Николић             | 3:24    |  |
| 7.  | Мало коцкам       | Милада Зековић         | Драган Стојковић Босанац | 3:20    |  |
| 8.  | Узми срце         | Божа Николић           | Божа Николић             | 3:54    |  |
| 9.  | Моја љубави       | Станиша Трајковић Нише | Станиша Трајковић Нише   | 3:27    |  |
| 10. | Каква је то љубав | Мики Јовичић           | Љубо Кешељ               | 2:30    |  |